# Ur Teatro
UR Teatro-Antzerkia es una compañía teatral española fundada en 1987 en Rentería por Helena Pimenta, que es su directora artística junto con José Tomé y Ana Pimenta, y que se dio a conocer fundamentalmente entre 1992 y 1994 por su montaje de la obra de Shakespeare, Sueño de una noche de verano, que le valió finalmente el Premio Nacional de Teatro en 1993 y que ha sido reestrenada por la compañía en distintas ocasiones.
Después continuó con montajes de la obra del dramaturgo inglés en una trilogía que se completó con Romeo y Julieta y Trabajos de amor perdidos (1999). Cinco años después de Trabajos de amor ..., la compañía volvió con Shakespeare: La tempestad (2004), Dos caballeros de Verona (2007) o Macbeth (2011), entre otras obras del mismo autor. También ha montado con éxito obras de Valle Inclán —Luces de Bohemia—, varias de Juan Mayorga como Cartas de amor a Stalin o El chico de la última fila, esta última encargada por Pimenta para el vigésimo aniversario de la compañía y que recibió el Premio Telón Chivas en 2007, al igual que de otros autores como Rafael Alberti o Enzo Cormann. Además del Premio Nacional en 1993, ha recibido una veintena de galardones nacionales e internacionales como el premio del jurado y de la crítica del Festival Internacional de Teatro de El Cairo 1993, el premio al mejor espectáculo del Festival de las Artes de La Habana en 1995 o finalista en el premio a la mejor versión y a la mejor producción en los Premios Max 1999.